# Grójec (stacja kolejowa)
Grójec – nieczynna stacja kolei wąskotorowej w Grójcu, w województwie mazowieckim, w Polsce. Wybudowana w 1915 roku.